# Yankton megye
Yankton megye az Amerikai Egyesült Államokban, azon belül Dél-Dakota államban található. Megyeszékhelye és legnagyobb városa Yankton. Lakosainak száma 23 310 fő (2020. április 1.). Yankton megye Bon Homme, Cedar, Clay, Hutchinson, Knox és Turner megyékkel határos.

## Népesség
A megye népességének változása:
| Lakosok száma | 22 453 | 22 508 | 22 603 | 22 696 | 22 702 | 23 310 |
|               | 2010   | 2011   | 2012   | 2013   | 2015   | 2020   |